# Verein für Bewegungsspiele Lübeck von 1919 1994-1995
Questa voce raccoglie le informazioni riguardanti il Verein für Bewegungsspiele Lübeck von 1919 nelle competizioni ufficiali della stagione 1994-1995.

## Stagione
Nella stagione 1994-1995 il Lubecca, allenato da Michael Lorkowski, concluse il campionato di Regionalliga Nord al 1º posto e fu promosso in 2. Bundesliga.

## Rosa
| N. |                     | Ruolo | Calciatore      |
| -- | ------------------- | ----- | --------------- |
|    | Germania (bandiera) | P     | Maik Wilde      |
|    | Germania (bandiera) | D     | Holger Behnert  |
|    | Germania (bandiera) | D     | Frank Dalinger  |
|    | Lituania (bandiera) | D     | Romas Mažeikis  |
|    | Germania (bandiera) | D     | Jürgen Oelbeck  |
|    | Germania (bandiera) | D     | Ibrahim Türkmen |

| N. |                     | Ruolo | Calciatore          |
| -- | ------------------- | ----- | ------------------- |
|    | Germania (bandiera) | C     | Torsten Flocken     |
|    | Germania (bandiera) | C     | Timo Hempel         |
|    | Polonia (bandiera)  | C     | Krzysztof Hetmański |
|    | Serbia (bandiera)   | C     | Mikica Mladenovic   |
|    | Germania (bandiera) | A     | Daniel Jurgeleit    |
|    | Germania (bandiera) | A     | Lutz Schwerinski    |

## Organigramma societario
Area tecnica
- Allenatore: Michael Lorkowski
- Allenatore in seconda:
- Preparatore dei portieri:
- Preparatori atletici:
- Analisi video:

## Calciomercato

### Sessione estiva
| Acquisti | Acquisti         | Acquisti              | Acquisti |
| R.       | Nome             | da                    | Modalità |
| -------- | ---------------- | --------------------- | -------- |
| D        | Frank Dalinger   | Eintracht Norderstedt |          |
| A        | Daniel Jurgeleit | Unterhaching          |          |

| Cessioni | Cessioni | Cessioni | Cessioni |
| R.       | Nome     | a        | Modalità |
| -------- | -------- | -------- | -------- |

## Risultati

### Regionalliga

#### Girone di andata
| 31 luglio 1994, ore 15:00 CEST 1ª giornata | Werder Brema II | 2 – 1 | Lubecca |  |

| 7 agosto 1994, ore 15:00 CEST 2ª giornata | Lubecca | 3 – 1 | Wilhelmshaven |  |

| 21 agosto 1994, ore 15:00 CEST 3ª giornata | Bremerhaven FC | 2 – 2 | Lubecca |  |

| 28 agosto 1994, ore 15:00 CEST 4ª giornata | Lubecca | 1 – 2 | Oldenburg |  |

| 4 settembre 1994, ore 15:00 CEST 5ª giornata | Concordia Amburgo | 1 – 1 | Lubecca |  |

| 11 settembre 1994, ore 15:00 CEST 6ª giornata | Lubecca | 3 – 0 | Amburgo II |  |

| 17 settembre 1994, ore 15:00 CEST 7ª giornata | Kickers Emden | 3 – 3 | Lubecca |  |

| 25 settembre 1994, ore 15:00 CEST 8ª giornata | Lubecca | 2 – 2 | Eintracht Braunschweig |  |

| 8 ottobre 1994, ore 15:00 CET 9ª giornata | Herzlake | 4 – 1 | Lubecca |  |

| 16 ottobre 1994, ore 15:00 CET 10ª giornata | Lubecca | 3 – 0 | Göttingen |  |

| 22 ottobre 1994, ore 15:00 CET 11ª giornata | Holstein Kiel | 0 – 2 | Lubecca |  |

| 30 ottobre 1994, ore 15:00 CET 12ª giornata | Lubecca | 0 – 0 | Osnabrück |  |

| 6 novembre 1994, ore 15:00 CET 13ª giornata | 93 Amburgo | 3 – 3 | Lubecca |  |

| 13 novembre 1994, ore 15:00 CET 14ª giornata | Lubecca | 3 – 1 | Lurup |  |

| 20 novembre 1994, ore 15:00 CET 15ª giornata | Lubecca | 2 – 0 | TuS Celle |  |

| 4 dicembre 1994, ore 15:00 CET 16ª giornata | Lüneburger | 1 – 0 | Lubecca |  |

| 11 dicembre 1994, ore 15:00 CET 17ª giornata | Lubecca | 2 – 1 | Hoisdorf |  |

#### Girone di ritorno
| 26 marzo 1995, ore 15:00 CET 18ª giornata | Lubecca | 0 – 1 | Werder Brema II |  |

| 5 febbraio 1995, ore 15:00 CET 19ª giornata | Wilhelmshaven | 1 – 1 | Lubecca |  |

| 12 aprile 1995, ore 15:00 CEST 20ª giornata | Lubecca | 8 – 1 | Bremerhaven FC |  |

| 19 febbraio 1995, ore 15:00 CET 21ª giornata | Oldenburg | 1 – 2 | Lubecca |  |

| 26 febbraio 1995, ore 15:00 CET 22ª giornata | Lubecca | 3 – 1 | Concordia Amburgo |  |

| 5 marzo 1995, ore 15:00 CET 23ª giornata | Amburgo II | 2 – 4 | Lubecca |  |

| 12 marzo 1995, ore 15:00 CET 24ª giornata | Lubecca | 3 – 1 | Kickers Emden |  |

| 18 marzo 1995, ore 15:00 CET 25ª giornata | Eintracht Braunschweig | 1 – 2 | Lubecca |  |

| 2 aprile 1995, ore 15:00 CEST 26ª giornata | Lubecca | 1 – 0 | Herzlake |  |

| 9 aprile 1995, ore 15:00 CEST 27ª giornata | Göttingen | 0 – 1 | Lubecca |  |

| 21 aprile 1995, ore 18:00 CEST 28ª giornata | Lubecca | 2 – 0 | Holstein Kiel |  |

| 30 aprile 1995, ore 15:00 CEST 29ª giornata | Osnabrück | 3 – 0 | Lubecca |  |

| 7 maggio 1995, ore 15:00 CEST 30ª giornata | Lubecca | 2 – 0 | 93 Amburgo |  |

| 14 maggio 1995, ore 15:00 CEST 31ª giornata | Lurup | 1 – 2 | Lubecca |  |

| 20 maggio 1995, ore 15:00 CEST 32ª giornata | TuS Celle | 1 – 1 | Lubecca |  |

| 28 maggio 1995, ore 15:00 CEST 33ª giornata | Lubecca | 6 – 2 | Lüneburger |  |

| 3 giugno 1995, ore 15:00 CEST 34ª giornata | Hoisdorf | 0 – 6 | Lubecca |  |

## Statistiche

### Statistiche di squadra
| Competizione      | Punti | In casa | In casa | In casa | In casa | In casa | In casa | In trasferta | In trasferta | In trasferta | In trasferta | In trasferta | In trasferta | Totale | Totale | Totale | Totale | Totale | Totale | DR  |
| Competizione      | Punti | G       | V       | N       | P       | Gf      | Gs      | G            | V            | N            | P            | Gf           | Gs           | G      | V      | N      | P      | Gf     | Gs     | DR  |
| ----------------- | ----- | ------- | ------- | ------- | ------- | ------- | ------- | ------------ | ------------ | ------------ | ------------ | ------------ | ------------ | ------ | ------ | ------ | ------ | ------ | ------ | --- |
| Regionalliga Nord | 68    | 17      | 13      | 2       | 2       | 44      | 13      | 17           | 7            | 6            | 4            | 32           | 26           | 34     | 20     | 8      | 6      | 76     | 39     | +37 |
| Totale            | 68    | 17      | 13      | 2       | 2       | 44      | 13      | 17           | 7            | 6            | 4            | 32           | 26           | 34     | 20     | 8      | 6      | 76     | 39     | +37 |

### Andamento in campionato
| Giornata  | 1  | 2 | 3 | 4  | 5  | 6 | 7 | 8 | 9  | 10 | 11 | 12 | 13 | 14 | 15 | 16 | 17 | 18 | 19 | 20 | 21 | 22 | 23 | 24 | 25 | 26 | 27 | 28 | 29 | 30 | 31 | 32 | 33 | 34 |
| --------- | -- | - | - | -- | -- | - | - | - | -- | -- | -- | -- | -- | -- | -- | -- | -- | -- | -- | -- | -- | -- | -- | -- | -- | -- | -- | -- | -- | -- | -- | -- | -- | -- |
| Luogo     | T  | C | T | C  | T  | C | T | C | T  | C  | T  | C  | T  | C  | C  | T  | C  | C  | T  | C  | T  | C  | T  | C  | T  | C  | T  | C  | T  | C  | T  | T  | C  | T  |
| Risultato | P  | V | N | P  | N  | V | N | N | P  | V  | V  | N  | N  | V  | V  | P  | V  | P  | N  | V  | V  | V  | V  | V  | V  | V  | V  | V  | P  | V  | V  | N  | V  | V  |
| Posizione | 13 | 7 | 8 | 11 | 11 | 9 | 9 | 8 | 11 | 9  | 7  | 7  | 6  | 4  | 3  | 5  | 3  | 5  | 5  | 4  | 4  | 3  | 3  | 3  | 3  | 1  | 1  | 1  | 1  | 1  | 1  | 2  | 2  | 1  |

Legenda:

Luogo: C = Casa; T = Trasferta. Risultato: V = Vittoria; N = Pareggio; P = Sconfitta.